# Omkar Gulwadi
Omkarnath Gulwadi (auch: Omkar Gulvady) (* im 20. Jahrhundert) ist ein indischer Tablaspieler.

## Leben
Gulwadi erhielt den ersten Tablaunterricht von seinem Vater Ratnakar Bhat Gulwadi. Er wurde dann Schüler von Taranath Rao und vervollkommnete seiner Ausbildung bei Ravi Bellare, Shashi Bellare und Arvind Mulgaonkar. Er trat dann als Begleitmusiker von Sängern und Instrumentalisten, bei All India Radio und im staatlichen Fernsehen Doordarshan auf, nahm an den großen Musikfestivals in Indien teil und unternahm Konzertreisen durch das Ausland. 1993 und 1997 spielte er Aufnahmen für ein Archivierungsprojekt der University of Washington ein.
Für seine Verdienste um die Kunst des Tablaspiels erhielt er Preise der North American Konkani Association und der Andhra Pradesh Association of North America. 2007 erhielt er den Swar Sadhana Ratna, 2008 den Saath Sangat Pravin.